# 사랑보다 황금
《사랑보다 황금》(Fool's Gold)은 2008년 공개된 미국의 로맨스 모험 영화이다.
이 영화는 앤디 테넌트가 감독을 맡았으며 '10일 안에 남자 친구에게 차이는 법' 출연진 매튜 맥커너히와 케이트 허드슨이 재결합했다. 비평가들로부터 부정적인 평가를 받았으며 전 세계적으로 1억 1100만 달러의 수익을 올렸다.

## 줄거리
보물 사냥꾼인 벤 "핀" 피네건은 스페인 보물선 아우렐리아호를 찾고 있다. 그는 보물 일부로 추정되는 도자기 파편을 발견하고, 채권자인 빅 버니에게 도움을 요청하지만 빅은 보물을 독차지하려 파편을 빼앗는다. 한편, 핀의 전 부인 테스는 백만장자 나이젤 허니컷의 요트에서 일하고 있다. 핀은 우연히 나이젤의 딸 젬마의 모자를 구해준 것을 계기로 요트에 탑승, 테스와 재회한다. 그들은 나이젤과 젬마에게 전설 속 보물인 여왕의 지참금을 이야기하며 함께 탐험에 나서도록 설득한다.
핀과 테스는 단서를 따라 고대 교회를 찾아내고, 보물 위치를 기록한 일기를 발견한다. 기쁨에 겨워 격정적인 시간을 보내지만, 이들을 미행하던 빅이 테스를 납치한다. 핀은 옛 스승 모 피치의 도움을 받아 테스를 구출하지만, 빅은 다시 한번 테스를 납치해 비행기에 태운다. 젬마의 도움으로 제트스키를 타고 비행기에 따라붙은 핀은 비행 중인 비행기에 뛰어오른다. 빅이 핀을 쏘려 할 때 테스가 빅을 비행기 밖으로 차내 떨어뜨려 빅은 죽음을 맞는다. 결국, 보물은 모의 박물관에 전시되고, 박물관 이름은 피치-피네건 해양 박물관으로 바뀐다. 핀과 테스는 다시 연인이 되고, 테스가 임신한 모습이 보여지며 영화는 마무리된다.

## 출연

### 주연
- 케이트 허드슨
- 매튜 맥커너히
- 도날드 서덜랜드
- 이완 브렘너
- 알렉시스 지에나
- 케빈 하트

### 조연
- 브라이언 훅스
- 말콤 자말 워너
- 아담 르페브리
- 마이클 멀헤런

## 기타
- 공동제작: 스티븐 존스
- 미술: 찰스 우드
- 의상: 엔길라 딕슨
- 배역: 주엘 베스트롭
- 배역: 세스 양클위츠